# Alexandre Soul
Alexandre Soul é um cantor de música cristã católica. Foi indicado ao Grammy Latino em 2005.

## História

### Início
Após passar por vários grupos e bandas onde experimentou diversos estilos e ritmos musicais, em 1989, começou o seu processo de conversão junto à Igreja. Em 1991, após conhecer a entidade católica CCEV (Comunidade Casa Esperança e Vida) onde se recuperam dependentes de drogas e álcool. Iniciou aí um trabalho com a música católica montando uma banda de rock, incumbida de fazer a prevenção às drogas e ao álcool. Após a entrada de Danilo Lopes e Paulo Frade esta banda passou a ser chamada ETERNA que ficou conhecida no meio musical, tanto na Igreja como fora dela. Em 1999, Alexandre se tornou apresentador da produtora ASJ (atual TV Século 21) onde apresentou o programa musical "Canto da Hora".

## Premiações
Na edição de 2011 do Troféu Louvemos o Senhor, ganhou o prêmio de melhor álbum independente, por seu albúm Joelhos no chão.